# Kasteel Loenersloot
Kasteel Loenersloot is een kasteel en voormalige ridderhofstad in Loenersloot, gelegen aan de westelijke oever van de Angstel.

## Geschiedenis
Het kasteel wordt in 1258 voor het eerst genoemd. Het bestond toen waarschijnlijk slechts uit een verdedigingstoren (donjon). Het bleef tot 1435 in de familie Van Loenersloot, toen het werd verkocht aan de familie Van Swieten en in 1516 aan de familie Van Amstel van Mijnden. In het Rampjaar 1672 werd het kasteel bezet door de Fransen, maar niet vernield.
In 1707 kwam het kasteel in bezit van Diederik Johan baron van Stepraedt en in 1766 van Hendrik Willem van Hoorn. Deze begon met de sloop, maar toen hij vier jaar later failliet ging werd het bezit verkocht aan Andries Strick van Linschoten.
In de 19e eeuw werd de 13e-eeuwse woontoren geheel ommetseld en van kantelen voorzien. De andere delen van het kasteel dateren uit de 14de/15de eeuw (de vleugels) en de 18e eeuw, toen de bestaande gebouwen werden samengevoegd tot een buitenplaats. Na huwelijk in 1791 kwam het kasteel in het bezit van de familie Martini Buys; de laatste bewoonster was jkvr. Magdalena Ferdinanda Maria Martini Buys (1909-1997). Zij droeg het kasteel op aandringen van baron Taets van Amerongen in 1985 over aan de Stichting Kasteel Loenersloot. De commissaris van de Koning van de provincie Utrecht heeft zitting in het stichtingsbestuur. 
Sinds 2011 beheert de Stichting Utrechts Landschap het kasteelcomplex namens de Stichting Kasteel Loenersloot.
In 2012/13 zijn het kasteel en het kasteelpark ingrijpend gerestaureerd en gedeeltelijk voor publiek opengesteld.

## Eigenaren vanaf 1772
Mr. Andries Jan Strick van Linschoten, heer van Loenersloot (1772, door koop), Oucoop en ter Aa, (1736-1806)
- Jhr. mr. Jan Hendrik Strick van Linschoten, heer van Loenersloot, Oucoop en ter Aa (1769-1828)
- Geertruid Johanna Anthonia Strick van Linschoten, vrouwe van Loenersloot, Oucoop en ter Aa (1767-1843); trouwde in 1791 met mr. Paulus Hubert Martini Buys (1765-1836)
  - Jhr. mr. Antonie Adriaan Martini Buys, heer van Loenersloot, Oucoop en ter Aa (1798-1873)
    - Jhr. ir. Paulus Hubert Martini Buys, heer van Loenersloot, Oucoop en ter Aa (1835-1915)
      - Jhr. Antonie Adriaan Martini Buys, heer van Loenersloot, Oucoop en ter Aa (1866-1948)
        - Jkvr. Magdalena Ferdinanda Maria Martini Buys (1909-1997), laatste bewoonster van kasteel Loenersloot
        - Jhr. Paulus Hubert Martini Buys, heer van Loenersloot, Oucoop en ter Aa (1913-1997)

Kasteel Ter Aa (Breukelen) ·
Aastein ·
Slot Abcoude ·
Amaliastein ·
Nieuw-Amelisweerd ·
Oud-Amelisweerd ·
Kasteel Amerongen ·
Kasteel Batestein (Harmelen) ·
Kasteel Batestein (Vianen) · 
De Beest ·
Bergestein ·
Beverweerd ·
Blasenburg ·
Blikkenburg ·
Blommesteyn ·
Bolenstein ·
Bolsweerd ·
Bottestein ·
Kasteel Broekhuizen ·
Bruinenburg ·
Huis Cammingha ·
Clarenborg ·
Coelhorst ·
De Batau ·
Dompselaer ·
Huis Doorn ·
Drakenburg (kasteel) ·
Drakensteyn ·
Kasteel Duurstede ·
Huis Ter Eem ·
Eijkelenburg ·
Emmickhuizen ·
Den Engh ·
Essenstein ·
Everstein (Everdingen) ·
Everstein (Jutphaas) ·
Den Eyck ·
Galesloot ·
Kasteel Geerestein ·
Gildenborgh ·
Kasteel Ten Goye ·
Grauwert ·
Grijpestein ·
Groenestein (Langbroek) ·
Kasteel Groeneveld (Baarn) ·
Groenewoude (Woudenberg) ·
Gunterstein ·
Kasteel de Haar ·
Kasteel Hagestein ·
Hamtoren ·
Kasteel Hardenbroek ·
Huis Harmelen ·
Ridderhofstad Heemstede ·
Kasteel Heemstede ·
Heimenberg ·
Heimerstein ·
Huis Herlaar ·
Ter Heul ·
Heulestein ·
Hindersteyn ·
Kasteel Ter Horst (Achterberg) ·
Isselt ·
Kasteel IJsselstein ·
Jagenstein ·
Kersbergen ·
Killestein ·
Kronenburg (kasteel) ·
Kasteel Levendaal ·
Lichtenberg (Woudenberg) ·
Lievendaal (Amerongen) ·
Landgoed Linschoten ·
Kasteel Linschoten ·
Lockhorst ·
Kasteel Loenersloot ·
Kasteel Lunenburg ·
Huis Maarsbergen ·
Marckenburg ·
Ter Meer ·
Ter Mey (Haarzuilens) ·
Huis te Mijdrecht ·
Huis te Mijnden ·
Kasteel Moersbergen ·
Kasteel Montfoort ·
Natewisch ·
Te Nesse ·
Kasteel Nijenrode ·
Nijenstein ·
Nijeveld ·
Noordwijk (Langbroek) ·
Huis te Oosterwijk ·
Oostwaard (Utrecht) ·
Op de Bol ·
Oud-Broekhuizen ·
Ridderhofstad Oudaan ·
Huis Oudegein ·
Oudenhorst ·
Plettenburg (kasteel) ·
Huis De Polle ·
Prattenburg ·
Kasteel Putkop ·
Randenbroek (park) ·
Remmerstein ·
Kasteel Renswoude ·
Rhijnauwen ·
Kasteel Rhijnestein ·
Huis Riebeek ·
Kasteel Rijnenburg ·
Rijnestein ·
Rijneveld ·
Kasteel Rijnhuizen ·
Rijningen ·
Huis Rijnsweerd ·
Rijpickerwaard · 
Kasteel Rijsenburg ·
De Roetert ·
Rumelaar ·
Kasteel Ruwiel ·
Royestein ·
Kasteel Sandenburg ·
Kasteel Schalkwijk ·
Kasteel Schonauwen ·
Schurenburg ·
Snaafburg ·
Snellenburg ·
Paleis Soestdijk ·
Steenhuis (Lopik) ·
Kasteel Sterkenburg ·
Stormerdijk ·
Landgoed Stoutenburg ·
Ten Massche ·
Valkenburg (Rhenen) ·
Huis te Velde ·
Kasteel Veldenstein ·
Hofstede te Vliet ·
Huis te Vleuten ·
Huis te Vliet (Lopik) ·
Huis te Vliet (Oudewater) ·
Vogelpoel ·
Huis te Voorn ·
Vredelant ·
Vronestein ·
Vuijlcop ·
Kasteel Walenburg ·
Wayenstein (Amerongen) ·
Kasteel Weerdenburg ·
Weerdesteyn ·
Weerestein ·
Hof ter Weyde ·
Wickenburgh ·
Wijnestein ·
Wiltenburg (Utrecht) ·
Kasteel van Woerden ·
Huis Woudenberg ·
Huis te Woudenberg (I) ·
Huis te Woudenberg (II) ·
Wulven ·
Kasteel Oud-Wulven ·
Wulvenhorst ·
Slot Zeist ·
Kasteel Zuilenburg ·
Zuileveld ·
Slot Zuylen ·
Huis Zuylenstein